# Носкі
Носкі (пол. Noski) — село в Польщі, у гміні Церанув Соколовського повіту Мазовецького воєводства. Населення — 63 особи (2011).

## Історія
У 1921 році фільварок Носкі входив до складу гміни Стердинь Соколовський повіту Люблінського воєводства Польської Республіки.
У 1975—1998 роках село належало до Седлецького воєводства.

## Населення
Станом на 10 вересня 1921 року на фільварку Носкі налічувалося 2 будинки та 61 мешканець, з них:
- 45 чоловіків та 16 жінок;
- 33 православні, 28 римо-католиків;
- 28 поляків, 33 особи іншої національності.

## Демографія
Демографічна структура станом на 31 березня 2011 року:
|          | Загалом | Допрацездатний вік | Працездатний вік | Постпрацездатний вік |
| -------- | ------- | ------------------ | ---------------- | -------------------- |
| Чоловіки | 30      | 9                  | 15               | 6                    |
| Жінки    | 33      | 8                  | 11               | 14                   |
| Разом    | 63      | 17                 | 26               | 20                   |